# Paul von Kügelgen (Journalist, 1843)

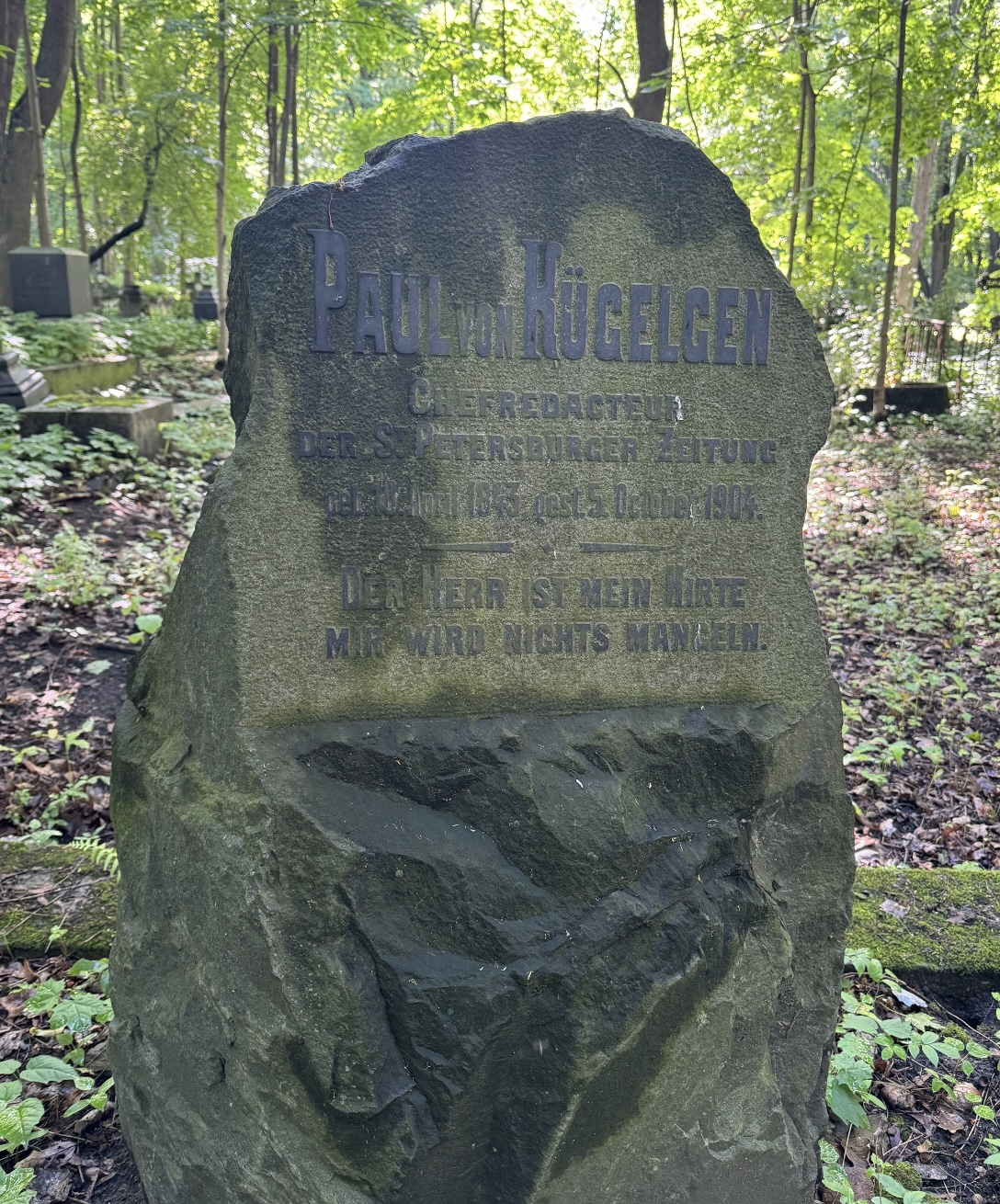
Grab von Paul von Kügelgen (Sankt Petersburg, Lutherischer Friedhof Smolensk)

Konstantin Paul Gerhard von Kügelgen (* 10. April 1843 in Wesenberg, Russland; † 5. Oktober 1904 in Sankt Petersburg) war ein deutschbaltischer Journalist und Herausgeber.

## Leben
Konstantin Paul Gerhard von Kügelgen kam als Sohn des Malers Konstantin von Kügelgen und dessen zweiter Ehefrau Alexandrine (Aline) Zoege von Manteuffel im estnischen Wesenberg zur Welt. Seine Mutter starb bereits drei Jahre nach seiner Geburt.
Von Kügelgen besuchte die Domschule in Reval. Danach studierte er bis 1870 an der Kaiserlichen Universität Dorpat und in St. Petersburg Theologie und Jura.
Vom 12. Mai 1873  bis zum 31. März 1874 war er Chefredakteur der Nordischen Presse und ab dem 1. Juni 1874 Chefredakteur der deutschsprachigen St. Petersburgischen Zeitung, deren Pächter (Herausgeber) er ab 1878 auch war.
Eigentümer des Blattes war weiterhin das russische Ministerium der Volksaufklärung, welches die Zeitung jedoch nicht weiter beeinflusste.
Von Kügelgen entwickelte die Zeitung, nach deren Zusammenlegung mit der Nordischen Presse, zu einem anspruchsvollen, auf den gesamten Ostseeraum ausgerichteten Intelligenzblatt mit einer Auflage von etwa 6000 Stück. Nach seinem Tod übernahm sein ältester Sohn Paul von Kügelgen und dessen Bruder Karl (Carlo) Konrad Emil von Kügelgen (1876–1945) bis zur Einstellung des Blattes 1915 die Chefredaktion.

## Familie
Kügelgen heiratete am 22. April 1874 in Sankt Petersburg Elisabeth Michaelsen, mit der er drei Söhne hatte (geboren 1875, 1876 und 1880).
Er war ein Halbbruder der Malerin Sally von Kügelgen (1860–1928).